# Fekete Gábor (ökológus)
Fekete Gábor (Budapest, 1930. április 20. – 2016. november 30.) Széchenyi-díjas magyar ökológus, botanikus, cönológus, a Magyar Tudományos Akadémia rendes tagja. A növényföldrajz, a vegetációtan, a növényökológia és a biodiverzitás neves kutatója. Egyik megalapozója a Nemzeti Biodiverzitás-megőrzési Programnak. 1969 és 1978 között a Magyar Természettudományi Múzeum Növénytárának igazgatóhelyettese.

## Életpályája
1950-ben kezdte megy egyetemi tanulmányait az Eötvös Loránd Tudományegyetem Természettudományi Karának biológia–kémia szakán, itt szerzett botanikusdiplomát 1954-ben. Öt évvel később megvédte egyetemi doktori disszertációját. Diplomájának megszerzése után a Magyar Természettudományi Múzeum Növénytárában kapott muzeológusi állást. 1969-ben a növénytár igazgatóhelyettesévé nevezték ki, tisztségét 1978-ig viselte. Ebben az időszakban számos természettudományos kiállítást rendezett. 1978-ban átment az MTA Botanikai Intézet (1984-től MTA Ökológiai és Botanikai Intézet) növényökológiai osztályára, ahol tudományos főmunkatársi beosztásba került. 1979-ben tudományos tanácsadói megbízást kapott, valamint 1984-ben az osztály vezetőjévé is kinevezték. 1996-ban kutatóprofesszor lett. Kutatóintézeti munkája mellett több magyar egyetemen tanít: Eötvös Loránd Tudományegyetem, Kossuth Lajos Tudományegyetem, Gödöllői Agrártudományi Egyetem. 1981-ben az ELTE-n címzetes egyetemi tanárrá avatták.
1966-ban védte meg a biológiai tudományok kandidátusi, 1975-ben akadémiai doktori értekezését. Az MTA Ökológiai, a Biológiai, valamint a Természetvédelmi és Konzerváció-biológiai Bizottságnak lett tagja. 1987-ben megválasztották a Magyar Tudományos Akadémia levelező, 1995-ben pedig rendes tagjává. Eközben az Ökológiai (1990–1992), majd a Természetvédelmi és Konzerváció-biológiai Bizottság elnöke is volt. Később a Környezettudományi Elnökségi Bizottság, valamint a Könyv- és Folyóirat-kiadó Bizottságba is bekerült. Akadémiai tisztségei mellett több évig a Magyar UNESCO-Bizottságban dolgozott, valamint a Magyar Biológiai Társaság vezetőségének tagja és ökológiai szakosztályának alelnöke volt. Több tudományos szakfolyóirat szerkesztőbizottságába is bekerült: Acta Botanica Hungarica (1980–1989-ben elnöke), Phytocoenolia (1998-tól), Tájökológiai Lapok.

## Munkássága
Fő kutatási területe a növényföldrajz, a vegetációtan, illetve a vegetációdinamika, a növényökológia, az ökofiziológia és a biodiverzitás.
Nevéhez fűződik a hűvös kontinentális erdősztyepp létének, illetve magyarországi jelenlétének kimutatása. Bevezette a terresztris ökofiziológiai (környezetéllettani) terepmódszereket Magyarországon. Tuba Zoltánnal kimutatta, hogy a fotoszintetikus szerkezet a sokfajú növénytársulás szintjén is szabályozás alá kerül. Felismerte a populációk reproduktív (újratermelő) allokációjának társulásfüggő mivoltát. Különböző cönológiai térfolyamatokat elemzett és több tanulmányt írt az ökológiai niche-sel (a populációk együttélésének elvont értelmezésére szolgáló fogalommal) kapcsolatban. Kezdeményezte, illetve egyik vezetője volt annak a munkacsoportnak, amely kidolgozta a Nemzeti Biodiverzitás-megőrzési Stratégia alapvetéseit.
Több mint százötven tudományos publikáció szerzője vagy társszerzője. Kiterjedt egyetemitankönyv-szerzői munkássága is, több könyvfejezetet írt. Munkáit elsősorban magyar, angol és német nyelven adja közre.

## Díjai, elismerései
- Magyar Köztársaság aranykoszorúval díszített Csillagrendje (1990)
- Pro Natura díj (1996)
- Széchenyi-díj (1999)
- Jávorka Sándor-díj
- a Magyar Köztársasági Érdemrend középkeresztje (2011)

## Főbb publikációi
- Die Waldvegetation im Gödöllőer Hügelland (1965)
- Studies on Interspecific Association Processes in Space (Szőcs Zoltánnal, 1974)
- Supraindividual versus Individual Homogenity of Photosynthetic Pigments: A Study on Community Structure (társszerző, 1977)
- A cönológiai szukcesszió kérdései (szerk., 1985)
- Background Processes at the Population Level During Succession in Grassland on Sand (társszerző, 1988)
- A populáció a növénytársulásban: ökológiai aspektusok (1988)
- Dolomite versus Limestone Habitats: A Study of Ionic Accumulation ona Broader Floristic Basis (társszerző, 1989)
- The Holistic View of Succession Reconsidered (1992)
- A vegetáció állapota és dinamikája (1996)
- A közösségi ökológia frontvonalai (szerk., 1998)
- Static and Dynamic Approaches to Landscape Heterogenity in the Hungarian Foreststeppe Zone (társszerző, 2000)
- Magyarország tájainak növényzete és állatvilága (társszerk., 2005)
- Magyarország tájainak növényzete és állatvilága; szerk. Fekete Gábor, Varga Zoltán; MTA TKK, Bp., 2006 (Magyarország az ezredfordulón)